# Urocystis

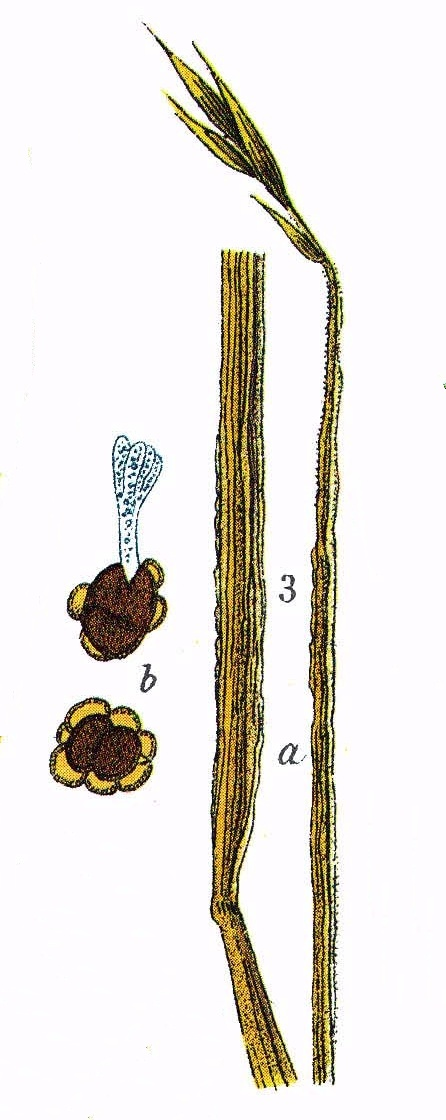
Urocystis occulta
a – źdźbło żyta, b- otoczona sterylnymi komórkami ustilospora i kiełkująca z niej przedgrzybnia ze sporydiami

Urocystis Rabenh. ex Fuckel – rodzaj podstawczaków należący do rodziny Urocystidaceae{. Grzyby mikroskopijne, pasożyty roślin.

## Charakterystyka
Pomiędzy komórkami porażonych roślin wytwarzają kuliste skupiska galaretowato nabrzmiałych strzępek, na których powstają kłębki zarodników zwanych ustilosporami. Powodują one różnego rodzaju pęcherze i zniekształcenia. Po dojrzeniu zarodników następuje rozerwanie skórki rośliny i ustilospory, zazwyczaj czarne i bardzo liczne wydostają się na zewnątrz. Są one całkowicie lub częściowo otoczone sterylnymi komórkami wypełnionymi powietrzem. Już w ustilosporach następuje kariogamia i mejoza diploidalnego jądra. Z kiełkujących ustilospor wyrasta jednokomórkowa przedgrzybnia, do której przechodzą haploidalne jądra. Na szczycie przedgrzybni tworzą się 4, czasami 3 zróżnicowane płciowo sporydia. Pomiędzy podstawami sporydiów tworzą się strzępki kopulacyjne, przez które między zróżnicowanymi płciowo sporydiami przechodzą jądra, następuje plazmogamia i powstaje dwujądrowa komórka dokonująca infekcji rośliny. W przypadku, gdy powstają 3 sporydia, wówczas kopulacja zachodzi między dwoma z nich, a trzecie jądro łączy się z komórką dwujądrowej strzępki. Haplofaza jest silnie zredukowana, stąd też rodzaj Urocystis jest opisywany jako diplobiont.
Przedstawiciele rodzaju Urocystis wytwarzają także bezpłciowe zarodniki konidialne. Powstają one na konidioforach z grzybni rozwijającej się wewnątrz tkanek rośliny. Konidiofory te wydostają się na zewnątrz poprzez aparaty szparkowe, tworząc na dolnej powierzchni liścia biały nalot.
W Polsce największe znaczenie mają 2 gatunki: Urocystis cepulae powodujący głownię cebuli i Urocystis occulta powodujący głownię źdźbłową żyta.

## Systematyka
Pozycja w klasyfikacji według Index Fungorum: Urocystidaceae, Urocystidales, Incertae sedis, Ustilaginomycetes, Ustilaginomycotina, Basidiomycota, Fungi.
Po raz pierwszy zdiagnozował go w 1797 r. Christiaan Hendrik Persoon nadając mu nazwę Uredo anemones. Obecną, uznaną przez Index Fungorum nazwę nadał mu H.G. Winter w 1880 r.
Synonimy: Ginanniella Cif., Granularia Sowerby, Polycystis Lév., Polysaccopsis Henn., Tuburcinia Fr., Tuburcinia Woronin, Tuburciniella Zambett.

## Gatunki występujące w Polsce
- Urocystis agropyri (Preuss) A.A. Fisch. Waldh. 1867
- Urocystis alopecuri A.B. Frank 1880
- Urocystis anemones (Pers.) G. Winter 1880
- Urocystis avenae-elatioris (Kochman) Zundel 1953
- Urocystis bolivarii Bubák & Gonz. Frag. 1922
- Urocystis bromi (Lavrov) Zundel 1953
- Urocystis cepulae Frost 1877
- Urocystis colchici (Schltdl.) Rabenh. ex A.A. Fisch. Waldh. 1867[4]
- Urocystis dactylidina (Lavrov) Zundel 1953
- Urocystis ficariae (Liro) Moesz 1950
- Urocystis filipendulae (Tul. & C. Tul.) J. Schröt. 1870
- Urocystis fischeri Körn. 1879
- Urocystis floccosa (Wallr.) D.M. Hend. 1955
- Urocystis johansonii (Lagerh.) Magnus 1896
- Urocystis junci Lagerh. 1888
- Urocystis kmetiana Magnus 1889
- Urocystis leimbachii Oertel 1883
- Urocystis luzulae (J. Schröt.) J. Schröt. 1887
- Urocystis muscaridis (Niessl) Moesz 1950
- Urocystis occulta (Wallr.) A.A. Fisch. Waldh. 1867
- Urocystis ornithogali Körn. ex A.A. Fisch. Waldh. 1877
- Urocystis poae (Liro) Padwick & A. Khan 1944
- Urocystis primulae (Rostr.) Vánky 1985
- Urocystis primulicola Magnus 1878
- Urocystis pulsatillae (Bubák) Moesz 1950
- Urocystis ranunculi (Lib.) Moesz 1950
- Urocystis ranunculi-auricomi (Liro) Zundel 1953
- Urocystis syncocca (L.A. Kirchn.) B. Lindeb. 1959
- Urocystis trientalis (Berk. & Broome) B. Lindeb. 1959
- Urocystis trollii Nannf. 1959
- Urocystis ulei Magnus 1878
- Urocystis violae (Sowerby) A.A. Fisch. Waldh. 1867

Nazwy naukowe na podstawie Index Fungorum. Wykaz gatunków według Mułenki i in..